# Kamenice (district de Jihlava)
Pour les articles homonymes, voir Kamenice.
Kamenice (en allemand : Kamenitz) est un bourg (městys) du district de Jihlava, dans la région de Vysočina, en Tchéquie. Sa population s'élevait à 1 991 habitants en 2024.

## Géographie
Kamenice se trouve à 15 km à l'est-sud-est de Jihlava et à 125 km au sud-est de Prague.
La commune est limitée par Věžnice, Nadějov et Meziříčko au nord, par Měřín et Chlumek à l'est, par Pavlínov au sud-est, par Svatoslav, Radošov et Horní Smrčné au sud, et par Brtnice, Bítovčice et Vysoké Studnice à l'ouest.

## Histoire
La première mention écrite de la localité date de 1391.

## Transports
Par la route, Kamenice se trouve à 6 km de Humpolec, à 24 km de Jihlava et à 108 km de Prague.